# Antal Günther

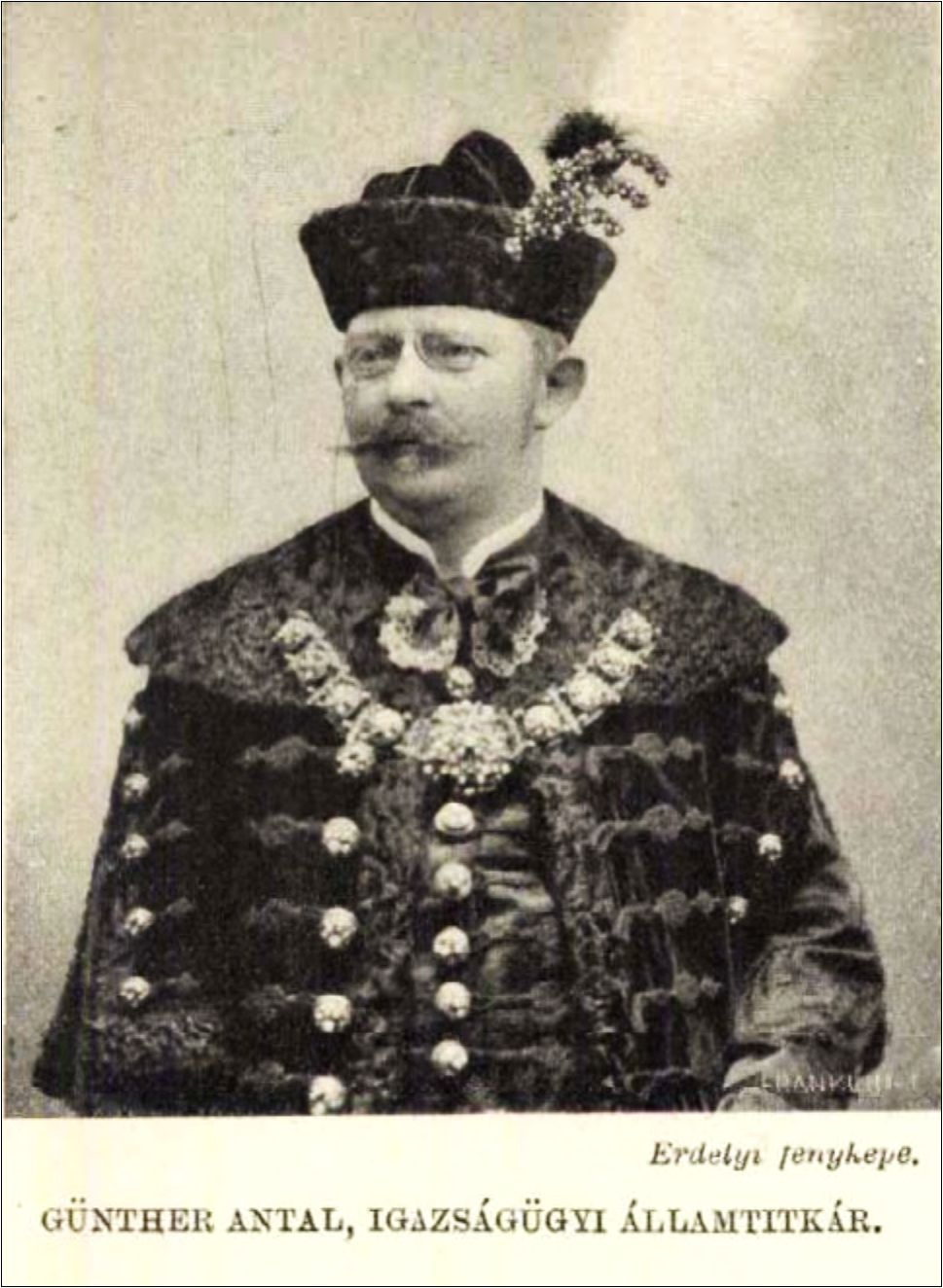
Antal Günther (1906)

Antal Günther (* 23. September 1847 in Székesfehérvár, Komitat Fejér; † 23. Februar 1920 in Budapest) war ein ungarischer Politiker, Journalist und Justizminister. Er war von 1909 bis 1920 Präsident der Kúria, des Obersten Gerichtshofs des Königreichs Ungarn.

## Leben
Günther studierte Jura und wurde 1874 Anwalt. Von 1869 bis 1893 wirkte er als Stenograph beim ungarischen Reichstag. Als Journalist war er von 1871 bis 1894 Mitarbeiter der Budapester Tageszeitung Pesti Napló. Anschließend wurde er Redakteur der Nemzeti Újság. Ab 1901 war er als Mitglied der Liberalen Partei von 1901 bis 1905 Reichstagsabgeordneter für den Wahlkreis Magyaróvár im Komitat Moson, sowie anschließend bis 1909 für den Wahlkreis Igló im Komitat Szepes. Ab 2. Februar 1907 war er im Kabinett von Sándor Wekerle Justizminister. Von diesem Amt trat er am 23. September 1909 zurück, als er zum Präsident der Kúria, des Obersten Gerichtshofs von Ungarn, ernannt wurde.